# 李国 (十六国)
李國（3世纪—310年），十六国时人，成汉大臣。巴賨（或说氐）族。
李國父亲李含初为六郡人部曲督，娶巴人首领李慕女、李特妹为妻。西晋永宁元年（301年）李特于蜀中反晋，称镇北大将军，承制封李國为西夷校尉。李特子李雄称益州牧，李國成为表弟李雄心腹，任为材官将军。委以军国大事。建兴元年（304年）李雄称成都王后，以材官将军李國为太宰。大成晏平二年（307年）李國与李云率军二万进攻汉中郡，占领南郑（今陕西省汉中市），尽徙汉中人入蜀。晏平五年（310年），李國在巴西郡被部下文硕等人杀害。